# Igreja do Corpo Santo (Lissabon)

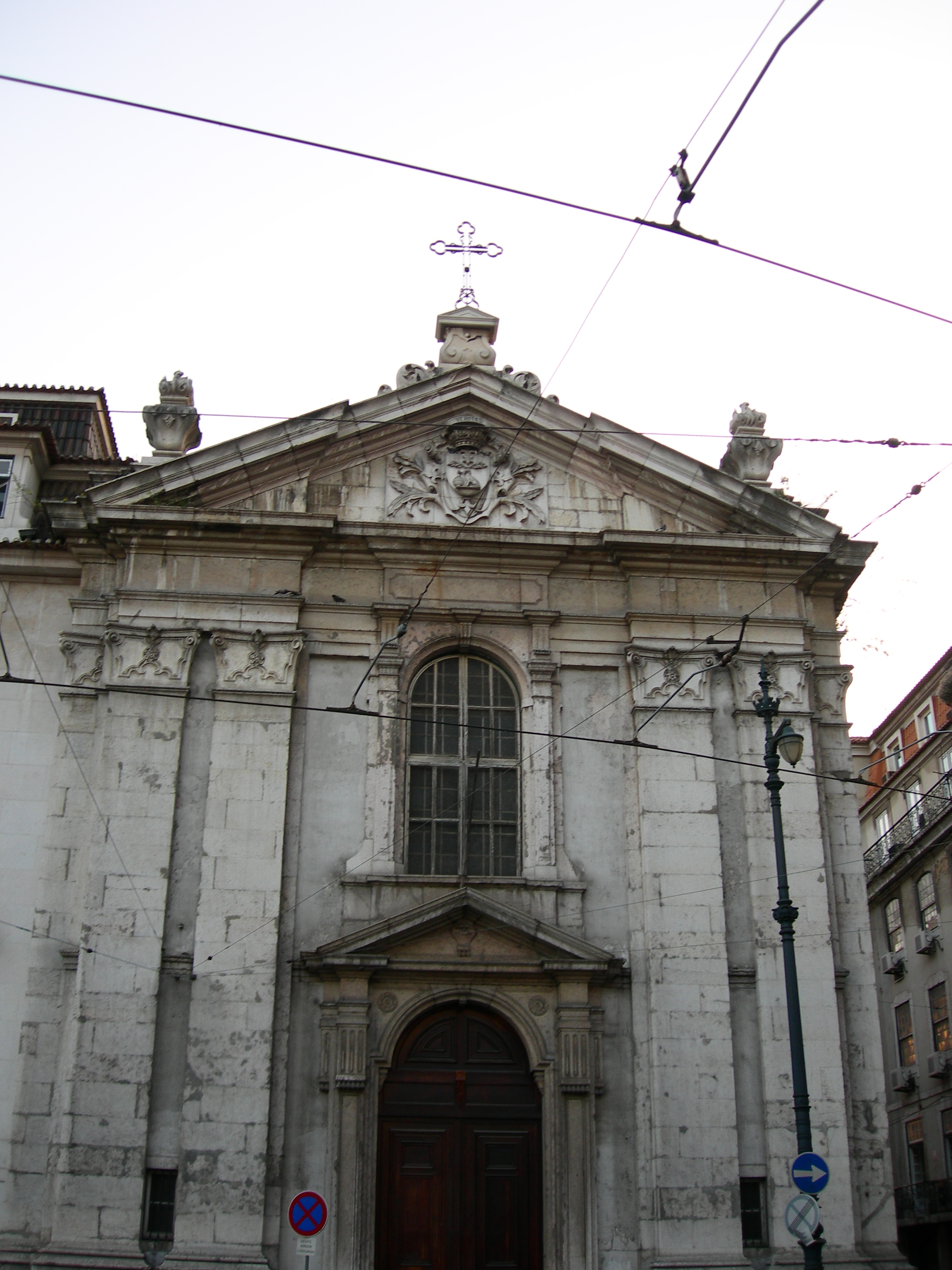
Fassade

Die Igreja do Corpo Santo ist eine katholische Kirche in der Stadtgemeinde Misericórdia der portugiesischen Hauptstadt Lissabon. Sie ist ein typisches Beispiel religiöser Architektur des Pombalinismus.

## Geschichte
Die Kirche gehörte zu dem von irischen Dominikanern gegründeten Convento do Corpo Santo. In ihrer heutigen Form entstand sie nach dem Erdbeben von 1755.
Die Ecken bilden mächtige dreifache Pilaster. Die Zentralachse wird durch Eingangsportal betont. Sechs Seitenaltäre zeigen links Dominikus, Martin von Braga und Maria Rosenkranzkönigin, rechts Franz von Assisi, Telmo und Patrick von Irland.